# Turbopause
La turbopause marque la limite supérieure de la région de l'atmosphère planétaire dans laquelle le processus de diffusion turbulente des gaz domine. D'un point de vue mathématique, c'est le domaine dans lequel le coefficient de  diffusion d'Eddy (en) est égal au coefficient de diffusion moléculaire. Ce processus rend le mélange des gaz homogène.  Au-dessus de la turbopause, le processus de diffusion moléculaire domine. Ce processus aboutit à une distribution spatiale des composants chimiques non homogène : les gaz légers ont tendance à gagner en altitude tandis que les gaz lourds se concentrent aux altitudes basses. La turbopause se situe à des altitudes différentes selon les composants chimiques. Sur Terre elle se situe en général à une altitude d'une centaine de kilomètres. Sur Vénus, l'altitude de la turbopause est estimée entre 120 et 145 kilomètres en fonction du coefficient de diffusion d'Eddy (en) choisi.
La région dans laquelle le mélange de gaz est homogène est appelée homosphère et celle où le gaz n'est plus homogène est l' hétérosphère. La limite entre ces deux régions, appelée homopause, se situe en dessous de la turbopause : vers 80 km pour l'hélium et vers 60 km pour l'argon.
Elle a été découverte par les scientifiques français à la suite du tir de deux fusées-sondes Véronique les 10 et 12 mars 1959.

## Découverte
L'existence de la turbopause a été mise en évidence en 1959 à la suite d'une expérience menée à l'initiative de Jacques Blamont, alors directeur du service d'aéronomie du CNRS. L'expérience consistait à envoyer un éjecteur de sodium chargé à bord d'une fusée Véronique lancée depuis la base de Hammaguir. Ce dispositif permet de créer un nuage artificiel de sodium dans la haute atmosphère terrestre, à environ 100 km d'altitude. Les déformations de ce nuage permettent alors aux scientifiques de déterminer les mouvements dans l'atmosphère.
Le premier tir, le 10 mars 1959 fut un échec, mais le second tir deux jours plus tard fut réussi. 